# Anette Guther
Anette Guther (* 1965 in Edinburgh, Vereinigtes Königreich) ist eine deutsche Kostümbildnerin.

## Leben
1993 schloss Anette Guther ihr Studium in Kostüm- und Modedesign an der FH Hamburg ab. Bereits seit 1992 arbeitet sie als freischaffende Kostümbildnerin im Bereich Film und Werbung. Seit 2005 ist sie außerdem als Kostümbildnerin im Theater tätig. Eine enge Zusammenarbeit verbindet sie seit Beginn ihrer Karriere mit den Regisseuren Christian Petzold, Thomas Arslan und Angela Schanelec. Weitere Kostümbilder entstanden in Zusammenarbeit mit Regisseuren wie Isabelle Stever, Maria Schrader und Sebastian Schipper.
Zu ihren bekanntesten Arbeiten gehören die Kostümbilder für Barbara (Regie: Christian Petzold), Dark (Regie: Baran bo Odar), Ich bin dein Mensch (Regie: Maria Schrader) sowie Axolotl Overkill (Regie: Helene Hegemann).
2012 erhielt sie eine Nominierung für Bestes Kostümbild beim Deutschen Filmpreis (Lola) für ihr Kostümbild in Barbara (Regie: Christian Petzold). Diese Arbeit war ihr erstes historische Kostümbild, für das sie eine lange Recherche in Fachbibliotheken, Privatarchiven betrieben hatte.
Seit 2020 betreibt Anette Guther das Web-Atelier Ettna.
Anette Guther lebt in Berlin.

## Filmografie
- 1992: Swingpfennig / Deutschmark
- 1993: Mach die Musik leiser
- 1994: Pilotinnen
- 1995: Cuba Libre
- 1996: Geschwister
- 1996: Härtetest
- 1997: Die Beischlafdiebin
- 1998: Dealer
- 1998: Ein todsicheres Geschäft
- 1998: Plätze in Städten
- 2000: Der schöne Tag
- 2000: Innere Sicherheit
- 2000: Mein langsames Leben
- 2001: Das Staatsgeheimnis
- 2003: Marseille
- 2004: Ein Freund von mir
- 2004: Gespenster
- 2006: Das Herz ist ein dunkler Wald
- 2006: Fay Grim
- 2006: Nachmittag
- 2006: Yella
- 2008: Glückliche Fügung
- 2008: Jerichow
- 2009: Im Schatten
- 2010: Das Fenster zum Sommer
- 2012: Barbara
- 2012: Gold
- 2013: Phoenix
- 2014: Familienfest
- 2014: Vorsicht vor Leuten
- 2015: Axolotl Overkill
- 2015: Begierde – Jäger in der Nacht
- 2016–2019: Dark
- 2016: Helle Nächte
- 2016: Magical Mystery oder: Die Rückkehr des Karl Schmidt
- 2017: Lara
- 2020: Ich bin dein Mensch
- 2021: Musik